# Affaire Starfighter
L’affaire Starfighter a été une affaire politique en République fédérale d’Allemagne concernant les forces armées allemandes. Elle est née des circonstances qui ont entouré l’acquisition de l’avion de chasse Lockheed F-104 Starfighter. Au début, l’affaire comportait deux aspects distincts l’un de l’autre. D’une part, on se demandait pour quelle raison, contrairement à l’avis de certains experts, les forces armées allemandes dirigées par le ministre de la défense Franz Josef Strauss avaient commandé un grand nombre d’exemplaires d’un avion qui manifestement n’était pas au point, et d’autre part, on se demandait si - comme dans d’autres pays – il y avait eu corruption dans la passation du contrat. On ne put cependant prouver que Strauss eût tiré profit de l’acquisition du « Starfighter ».

## Contexte
En 1959, l’armée de l’air allemande veut passer commande de nouveaux avions de chasse, de modèle soit Starfighter soit Mirage III. C’est finalement l’avion américain qui est choisi et entre en service en 1962. Des accidents se produisent fréquemment, sur les plus de 900 avions commandés on compte 300 crashs et plus de 100 morts parmi les pilotes allemands.
En 1970, la cour des comptes allemandes s’intéresse au dossier pour comprendre les conditions du choix du constructeur américain par le ministère de la défense.